# Il tocco finale
Il tocco finale (The Finishing Touch) è un cortometraggio muto del 1928 diretto da Clyde Bruckman, con la supervisione di Leo McCarey, interpretato dalla coppia Laurel & Hardy.
La fotografia del film è di un giovane George Stevens, in seguito 3 volte premio Oscar (due come regista, nel 1952 e nel 1957).
Il corto è stato prodotto dalla Metro Goldwyn Mayer in collaborazione con la Pathé Exchange.
In Italia fu distribuita anche una versione sonorizzata dalla RAI col doppiaggio di Enzo Garinei e Giorgio Ariani, e il commento musicale di Piero Montanari.

## Trama
A Stanlio e Ollio viene promesso un premio di 500 dollari dal proprietario di una casa in costruzione se riescono a completarla in tempi brevi.  Nonostante i loro sforzi, i due incontrano una serie di contrattempi, aggravati dall'interferenza dell'infermiera di un ospedale vicino, che incarica un poliziotto di far rispettare il silenzio. Il poliziotto diventa incolpevolmente bersaglio di vari inconvenienti, tra cui essere colpito dalla caduta di materiali da costruzione ed essere ricoperto di colla. Come se non bastasse, i due manovali si intralciano e si ostacolano a vicenda continuamente. Alla fine, nonostante tutte le difficoltà, i due riescono a completare la casa ed il cliente, soddisfatto, dà loro i soldi promessi. Tutto sembra concludersi per il meglio se non che un uccello si posa sul comignolo e lo fa crollare, causando un buco nel tetto, provocando la rottura di alcune finestre e la caduta della ringhiera del portico. Il cliente, allora, chiede indietro i suoi soldi, ma Stanlio e Ollio rifiutano e, ovviamente, scoppia una lite che degenera in una battaglia con sassi ed altri oggetti tirati da una parte e dall'altra. A farne le spese sono anche il poliziotto e l'infermiera, che pur essendo dei semplici spettatori, si ritrovano ricoperti di vernice. Quando Stanlio e Ollio prendono una grossa pietra da lanciare al loro nemico, senza rendersi conto che quella era proprio la pietra con cui avevano bloccato le ruote del loro camion, i cui freni erano difettosi, il disastro è totale. Il vicolo, prendendo velocità in discesa investe la casa distruggendola del tutto. Malgrado questo, però, i due amici iniziano a litigare fra di loro.

## Produzione
Il corto venne realizzato lungo la Motor Avenue di Los Angeles.